# ファビオ・シルヴァ
ファビオ・ダニエル・ソアレス・シルヴァ（Fábio Daniel Soares Silva, 2002年7月19日 - ）は、ポルトガル・ポルト出身のサッカー選手。プレミアリーグ・ウルヴァーハンプトン・ワンダラーズ所属。ポルトガル代表。ポジションはFW。

## 経歴
8歳のときにFCポルトのアカデミーに入団。5年後、SLベンフィカに移籍し、2017年に再びFCポルトに移籍。
16歳でプロ契約を結ぶと、2019年8月10日、ジル・ヴィセンテFC戦にてプロデビューを果たした。17歳と22日のデビューは、ブルーノ・ガマの持つクラブの最年少出場記録を更新した。
2020年9月5日、ウルヴァーハンプトン・ワンダラーズFCはクラブレコードの移籍金でシウバを獲得し、5年契約を結んだことを発表した。
2022年7月19日、RSCアンデルレヒトにレンタル移籍した。
2023年1月25日、アンデルレヒトへのレンタル移籍を打ち切り、エールディヴィジに所属していたPSVアイントホーフェンへ2022-23シーズン終了までレンタル移籍をすることが決定した。
2023年12月28日、レンジャーズFCにシーズン終了までのレンタルで移籍することが発表された。
2024年8月31日、UDラス・パルマスにレンタル移籍した。

## 代表経歴
ポルトガル代表として各年代で招集された。

## タイトル
FCポルト
- プリメイラ・リーガ : 1回 (2019-20)
- タッサ・デ・ポルトガル : 1回 (2019-20)

PSV
- KNVBカップ : 1回 (2022-23)